# Дитрих из Нихайма

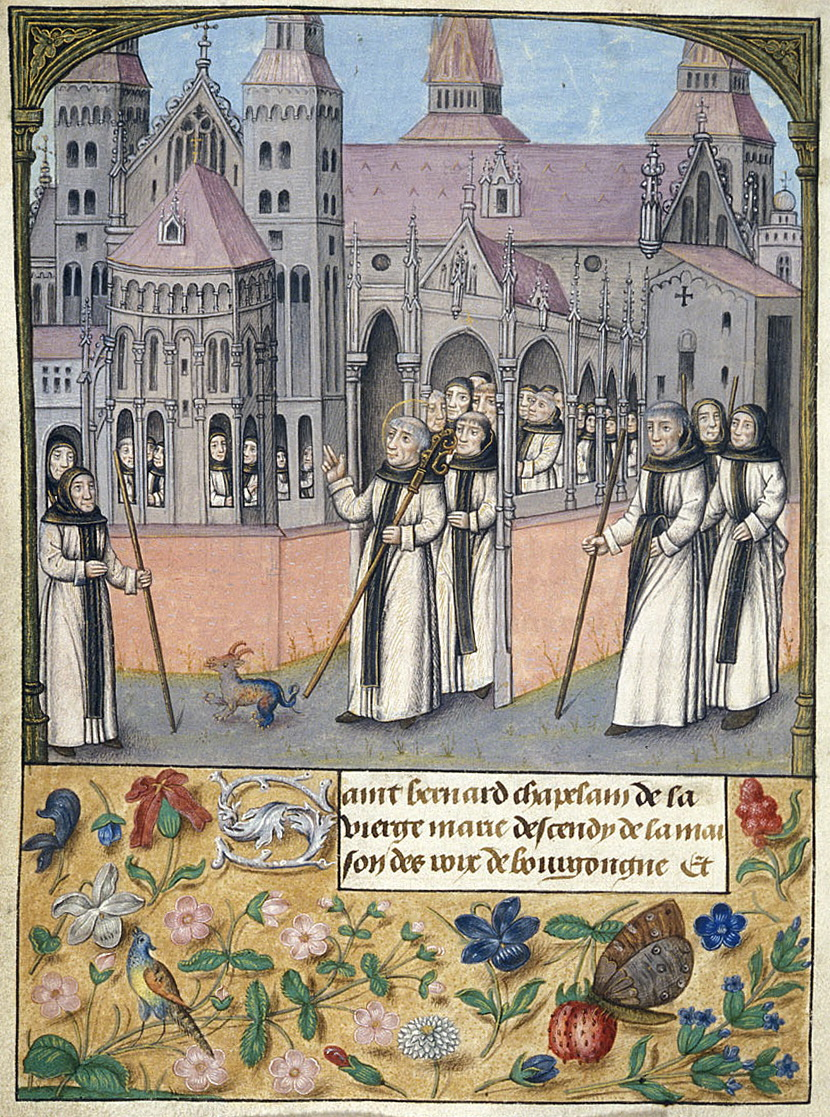
Базилика Святого Серватия в Маастрихте. Миниатюра рукописи «Сокращения хроник древних королей и герцогов Бургундских» с изображением проповеди Бернара из Клерво (1485—1490). Британская библиотека

Дитрих из Нихайма, или Теодорикус Нимский (нем. Dietrich von Nieheim, лат. Theodoricus Niemensis; около 1340 — 22 марта 1418) — средневековый германский хронист и религиозный деятель, один из историков Великой западной схизмы (1378—1417) и активный участник Констанцского церковного собора (1414—1418).

## Биография

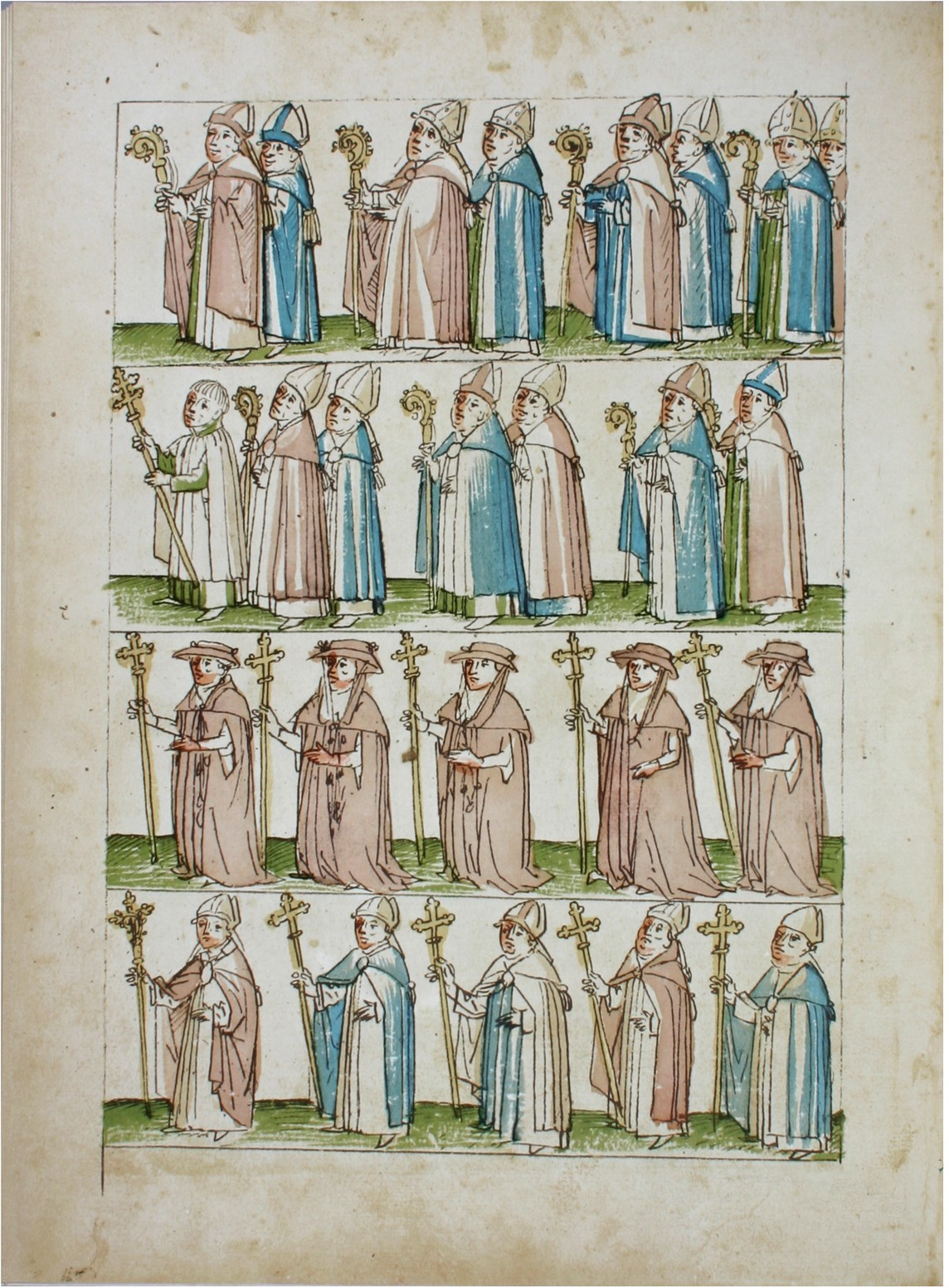
Прелаты-участники Констанцского собора. Миниатюра из хроники Ульриха фон Рихенталя

Родился в семье уважаемых бюргеров в Нихайме, в то время входившем в Падерборнское княжество-епископство (совр. район Хёкстер, Северный Рейн-Вестфалия). Известно, что он изучал юриспруденцию в Италии, но так и не получил там докторской степени, хотя познакомился с сочинениями Петрарки и Бокаччо. С 1370 года служил нотариусом при папском дворе в Авиньоне, а в 1377 году вместе с папой Григорием XI отправился в Рим. Был аббревиатором у папы Урбана VI, в 1383 году сопровождал его во время визита в Неаполь на встречу с королём Карлом III Дураццо. Получил в награду за службу пребенды в Бонне, Кёльне, Льеже, Миндене и Маастрихте. 

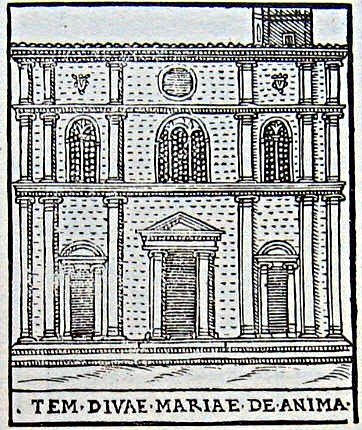
Церковь Санта-Мария-дель-Анима. Гравюра Джироламо Франчино (1588)

В 1385 году, вследствие конфликта папы с королём Карлом, был вынужден бежать и временно покинуть курию, в 1387 году снова стал аббревиатором, а в июле 1395 года новый папа Бонифаций IX назначил его князем-епископом Фердена. Его попытка завладеть всей Падерборнской епархией закончилась неудачей, поэтому в 1398 году он оставил свою кафедру и бежал, с 1401 года учился в университете в Эрфурте, а с 1403 года вновь служил в папской канцелярии. Проживая в Риме на Кампо деи Фиори, основал германский госпиталь для неизлечимо больных при церкви Санта-Мария-дель-Анима, а также занялся изучением истории раскола в католической церкви и составлением всемирной хроники.
Известно также, что в 1408 году он сопровождал папу Григория XII в Лукку и, безуспешно попытавшись заставить понтифика прислушаться к его советам и ознакомиться с подготовленным им в защиту унии сборником документов, присоединился к римским и авиньонским кардиналам в Пизе. Поддержал избранного в Пизе антипапу Александра V и его преемника Иоанна XXIII, который вернул ему место в курии. Являясь сторонником церковного единства, неоднократно обращался к генеральному совету с предложениями по ликвидации папского раскола. В 1413 году был ректором и попечителем папского госпиталя в Хамельне. Начиная с марта 1415-го по 1417 год участвовал в Констанцском соборе, где являлся представителем «немецкой нации» и вёл обстоятельный дневник, связные записи в котором оканчиваются июнем 1416 года. После бегства Иоанна XXIII из Констанца отрёкся от него, поддержав нового папу Мартина V.
В последние годы жизни служил каноником церкви Св. Серватия в Маастрихте, где и был похоронен после своей смерти 22 марта 1418 года. За неделю до кончины составил завещание, в котором отписывал своё имущество на немецкой стороне Альп основанной им больнице Сестёр-мирянок в Хамельне, а свои владения в Италии — госпиталю при римской церкви Санта-Мария-дель-Анима.

## Сочинения
Помимо многочисленных посланий, известны следующие латинские труды Дитриха Нихаймского, подразделяемые на три группы:
- Исторические, основными источниками для которых, помимо официальных документов и личных впечатлений автора, послужили «Жизнь двенадцати цезарей» Светония, «Авторы жизнеописаний Августов», «История в трёх частях» Кассиодора, «Церковная история англов» Беды Достопочтенного, «История Карла Великого» Псевдо-Турпина, всемирные хроники Фрутольфа из Михельсберга и Эккехарда из Ауры, «Иерусалимская история» Фульхерия Шартрского, «Восточная история» Жака де Витри, «Зерцало историческое» Винсента из Бове, «Золотая легенда» Якова Ворагинского, «Хроника пап и императоров» Мартина Опавского, «Новая история церкви» Варфоломея Луккского и др.[19]:
  - «Деяния императора Карла Великого» (лат. Gesta Karoli Magni imperatoris, 1400).
  - «Схизма в трёх книгах» (лат. De Sehismate libri tres, 1410) — история великого церковного раскола, в которой автором с позиции очевидца ярко обрисованы отрицательные, с его точки зрения, стороны папского правления. Напечатанная в 1532 и 1592 годах в Нюрнберге, она внесена была папой Сикстом V в Индекс запрещённых книг, и лишь в 1890 году переиздана в Лейпциге с научными комментариями.
  - «Правление благоверных понтификов Римских» (лат. De bono pontificis Romani regimine, 1410).
  - «Сад римских императоров и королей» (лат. Viridarium imperatorum et regum Romanorum, 1411).
  - Всемирная «Хроника» (лат. Cronica, 1413), излагающая события со времён Карла Великого до 1412 года, преимущественно в германских землях.
  - «Собрание различных достоинств правителей и тиранов» (лат. Compendium de differentia qualitatum regum et tyrannorum, 1415).
  - «Жизнеописание римского папы Иоанна XXIII» (лат. Historia de vita Johannis XXIII Pontificis Romani, 1416), изданное сначала во Франкфурте в 1628 году, затем в первом томе «Rerum germanicarum scriptores», и во франкфуртском издании Гардта в «Concilium Constautieuse» 1700 г.
- Церковные:
  - «Книга об апостольской канцелярии» (лат. Liber cancellariae apostolicae, 1380).
  - «Краткое расписание [папского] дворца» (лат. Stilus palatii abbreviatus, 1380), полностью опубликованное в 1883 году в Лейпциге.
  - «Синодальный устав» (лат. Statuta synodalia, 1396).
  - «О юбилейных [индульгенциях]» (лат. De Iubilellis, 1403) — послание против злоупотребления индульгенциями.
  - «Предложения коллегии кардиналов по избранию папой Иннокентия VII» (лат. Informacio facta cardinalibus in conclavi ante electionem pape Innocencii VII, 1404).
  - «Роща единения» (лат. Nemus Unionis, 1408) — представляет собой комментированное собрание документов, попавших в руки автора, активно участвовавшего в переговорах о церковной унии: папских булл, брошюр, донесений, писем и т. п[15]. В базельском издании Симона Шарда 1566 года объединено с «Историей схизмы»[20].
  - «Против проклятых пражских виклифистов» (лат. Contra dampnatos Wiclivitas Prage, 1411).
- Касающиеся Констанцского вселенского собора (1414—1418):
  - «О созыве вселенского собора» (лат. Circa convocacionem generalium conciliorum, 1414).
  - «Опубликованные обращения к Константинопольскому собору» (лат. Avisamenta edita in concilio Constanciensi, 1414).
  - «Диалог о мерах к объединению и реформированию церкви на всемирном соборе» (лат. Dialogus de modis uniendi ac reformandi ecclesiam in concilio universali, 1415).
  - «Инвектива против Иоанна XXIII» (лат. Invectiva in Iohannem XXIII, 1415).
  - «Малый девятый трактат» (лат. Tractatus minores novem, 1415).
  - «Дневник Константинопольского собора» (лат. Diarium de concilio Constantiensi, 1416).

Принадлежность некоторых из них Дитриху представляется спорной. Научное издание главных исторических и политологических трудов Дитриха Нихаймского подготовлено было в Штутгарте в двух томах, первый из которых вышел в 1956 году под редакцией австрийских историков Альфонса Лхоцкого и Карла Пивеца, а второй 1980 году под редакцией немецких медиевистов Катарины Кольберг и Иоахима Лойшнера.